# Ninja Gaiden III: The Ancient Ship of Doom
Ninja Gaiden III: The Ancient Ship of Doom is een computerspel voor de NES. Het spel werd uitgebracht in 1991.